# Les Histoires d'Om Nom

Les Histoires d'Om Nom (ou Om Nom Stories, le titre original) est une série d'animation britannique affichée sur la chaîne YouTube officielle de ZeptoLab. Dans cette série, Om Nom, le personnage principal de Cut the Rope, explore le monde hors de son jeu.
En France, elle est diffusée sur Gulli en 2014.

## Liste d'épisodes

### Episode pilote
Pilote (Om Nom & Cat, 9 décembre 2011)

### Saison 1 (2012)
1. Les aventures d'Om Nom commencent (Strange Delivery, 24 octobre 2012)
2. L'Heure du bain (Bath Time, 8 novembre 2012)
3. Nourriture préférée (Favorite Food, 15 novembre 2012)
4. Ordonance de bonbons (Candy Prescription, 22 novembre 2012)
5. La fête d'Halloween (Halloween Special, 31 octobre 2012)
6. Les tours de magie (Magic Tricks, 29 novembre 2012)
7. Om Nom et l'art (Arts and Crafts, 6 décembre 2012)
8. Om Nom et le bocal de bonbons (Candy Can, 13 décembre 2012)
9. Joyeux Noël ! (Christmas Special, 20 décembre 2012)
10. Om Nom et son robot ami (Robot Friend, 27 décembre 2012)

### Saison 2 (2013)
1. Voyage dans le temps (Time Travel, 17 avril 2013)
2. Le moyen âge (The Middle Ages, 17 avril 2013)
3. La renaissance (The Renaissance, 4 mai 2013)
4. Le vaisseau pirate (Pirate Ship, 18 mai 2013
5. L'Egypte antique (Ancient Egypt, 1er juin 2013)
6. La Grèce antique (Ancient Greece, 15 juin 2013)
7. L'âge de pierre (The Stone Age, 28 juin 2013)
8. Ere du disco (Disco Era, 8 août 2013)
9. Le far west (The Wild West, 11 décembre 2013)
10. Doux ménage (Home Sweet Home, 11 décembre 2013)

### Saison 3 (2013-2014)
1. Une aventure inattendue (Unexpected Adventure, 13 décembre 2013)
2. La forêt (Forest, 19 décembre 2013)
3. La barrage de sable (Sandy Dam, 24 décembre 2013)
4. La décharge (Junkyard, 5 janvier 2014)
5. Le parc (City Park, 25 janvier 2014)
6. Sous-terre (Underground, 8 février 2014)
7. Le marché de fruits (Fruit Market, 19 juin 2014)
8. La boulangerie (Bakery, 8 décembre 2014)

### Saison 4 (2016)
1. Maison mystérieuse (Mysterious House, 15 mars 2016)
2. Fête de thé furieuse (Mad Tea Party, 1er avril 2016)
3. La lampe magique (The Magic Lamp, 16 avril 2016)
4. Une histoire enchevêtrée (A Tangled Story, 30 avril 2016)
5. Grotte de glace (Ice Cave, 14 mai 2016)
6. Marionnettiste (Puppeteer, 28 mai 2016)
7. Le coffre (The Chest, 11 juin 2016)
8. Le haricot magique (The Beanstalk, 27 juin 2016)
9. Petit mangeur chaperon rouge (Little Red Hungry Hood, 11 juillet 2016)
10. Le chapeau magique (The Magic Hat, 22 juillet 2016)

### Saison 5 (2016-2017)
1. Football (Football, 19 août 2016)
2. Maître Nom (Master Nom, 2 sept 2016)
3. Course cycliste (Cycle Race, 16 sept 2016)
4. Duel Doux (Sweet Duel, 30 sept 2016)
5. Recette sucrée (Sweet recipe, 14 oct. 2016)
6. Spécial Halloween (Halloween Spécial, 28 oct. 2016)
7. Chasse au bois (Woods Chase, 11 nov. 2016)
8. Le navire coulé (The Sunken Ship, 25 nov. 2016)
9. À la foire (At The Fair, 16 janv. 2017)
10. Spécial Noel (Christmas Spécial, 20 janv. 2017)
11. Parc d'hiver (Winter Park, 25 janv. 2017)

### Saison 6 (2017)
1. Déballage (Unpacking, 27 janv. 2017)
2. Scrapbooking (spécial Saint-Valentin) (Scrapbooking (St. Valentine's Spécial), 10 févr. 2017)
3. Faire des exercices (Workout, 24 févr. 2017)
4. Paques (Easter, 7 avr. 2017)
5. Expériences (Experiments, 21 avr. 2017)
6. Farces (Pranks, 5 mai 2017)
7. Faire de la planche à roulettes (Skateboarding, 19 mai 2017)
8. Tutorial de Maquillage (Makeup Tutorial, 2 juin 2017)
9. Achats (Shopping, 16 juin 2017)
10. Temps de cuisson (Cooking Time, 30 juin 2017)

### Saison 7 (2017)
1. Astronaute (Astronaut, 18 août 2017)
2. Magicien (Magician, 1 sept 2017)
3. Facteur (Mailman, 15 sept 2017)
4. Serveur (Waiter, 29 sept 2017)
5. Agriculteur (Farmer, 13 oct. 2017)
6. Scientifique Fou (Mad Scientist, 27 oct. 2017)
7. Détective (Detective, 10 nov. 2017)
8. Ingénieur (Engineer, 24 nov. 2017)
9. Acteur (Actor, 8 dec. 2017)
10. Père Noel (Spécial Noel) (Santa (Christmas Special), 22 dec. 2017)